# Padre papà
Padre papà è una miniserie televisiva italiana andata in onda su Canale 5 nell'aprile 1996 in due episodi.

## Trama
Il piccolo Vincenzino dopo aver assistito a un omicidio entra nel mirino di un sicario. Si rivolge quindi a padre Giuseppe rivelandogli di essere suo figlio, concepito prima di prendere i voti assieme a Luisa, della quale si mettono alla ricerca.

## Messa in onda
La fiction oltre che in Italia (aprile 1996) è stata messa in onda in Germania (27 giugno 1998) con il titolo di Die Geliebte und der Priester e in Francia con il titolo di Père et prêtre.